# Saison 2 de Seinfeld
Chronologie
Saison 1 Saison 3
La deuxième saison de Seinfeld, une sitcom américaine, est diffusée pour la première fois aux États-Unis par NBC entre le 23 janvier et le 26 juin 1991.

## Liste des épisodes

### Épisode 2:La Gaffe
- Dès cet épisode, le père de Jerry, qui est un retraité de la confection (les imperméables), est interprété par l'acteur Barney Martin.
- L'oncle Léo fait son apparition dans cette histoire.
- Kramer a un nouveau projet farfelu : installer des estrades dans son appartement, ce qu'il ne réalisera pas, comme Jerry le prévoyait.

### Épisode 4:Un heureux évènement
- Noter la séquence onirique avec des agents du FBI.
- L'épisode est émaillé d'allusions à la famille Kennedy.

### Épisode 6:Faim cruelle
- L'épisode a été un sujet de discorde pour les dirigeants de la chaîne NBC. Selon le New York Post, l'épisode est celui qui a suscité le plus d'inquiétudes parmi les plus haut placés de la chaine, ce bien que l'épisode soit considéré par la plupart des fans comme le premier vrai classique de la série. Le directeur de la chaîne NBC, Rick Ludwin et l’associé de la programmation, Jeremiah Bosgang, ont eu une opinion différente. Bien qu'ils se soient classés parmi les plus ardents partisans de Seinfeld, ils ont eu du mal à comprendre l'idée d'un épisode dans lequel la distribution attendait une table dans un restaurant chinois en temps réel. En fait, ils étaient tellement inquiets d’essayer de rationaliser l’épisode sans intrigue aux patrons de la NBC qu’ils envisageaient vraiment de mettre fin à la production. Cependant, Larry David a insisté sur le fait que l'épisode était « dans l'esprit de la série », réussissant à convaincre les dirigeants de garder l'épisode[1].
- Kramer n'apparaît pas dans cette histoire.
- Noter le monologue tout en ellipses de George qui explicite à Jerry comment il a cessé de faire l'amour avec Tatiana parce qu'il avait besoin d'aller aux toilettes, d'où un malentendu selon lui...
- Réplique notable d'une Elaine très logique :
— It's not fair that people are seated first come, first served, it should be based on who's hungriest!
(— C'est injuste que les premiers arrivés soient les premiers servis. Les plus affamés devraient être servis d'abord !)

### Épisode 9:Soirée gâchée
- Elaine fait montre de sa répugnance contre les personnes qui portent de la fourrure.
- La célèbre et remarquable coiffure de Kramer commence à prendre forme dès cet épisode.
- Au début de l'épisode, on apprend que George a des puces chez lui : cela arrivera également à Jerry dans la 6e saison.
- Cet épisode, produit pendant la 2e saison, a été présenté lors de la 3e saison seulement, ce qui a nécessité une explication de Jerry Seinfeld avant la diffusion, car des choses avaient changé dans la vie de George...
- On notera l'apparition dans le rôle de l'hôte (Steve Pocatillo) l'acteur Michael Chiklis qui tiendra, quelques années plus tard, le rôle principal dans la série The Shield.

### Épisode 11:La Crise cardiaque
- Le Tonite Show de Johnny Carson est mentionné. C'est dans cette émission que Jerry Seinfeld a débuté en 1981 sa carrière d'humoriste à la télévision.
- On apprend que George a 33 ans et qu'il est né en avril (mais que, selon le charlatan guérisseur, cela aurait été plus favorable pour lui de venir au monde en août !).